# Máslojedy
Máslojedy är en ort i Tjeckien. Den ligger i den centrala delen av landet, 100 km öster om huvudstaden Prag. Máslojedy ligger 318 meter över havet och antalet invånare är 176.
Terrängen runt Máslojedy är huvudsakligen platt. Máslojedy ligger uppe på en höjd. Runt Máslojedy är det tätbefolkat, med 881 invånare per kvadratkilometer. Närmaste större samhälle är Hradec Králové, 11,1 km sydost om Máslojedy. Trakten runt Máslojedy består till största delen av jordbruksmark.